# Het schuchtere draakje
Het schuchtere draakje is een stripverhaal uit de reeks van Jerom, uitgegeven door de Standaard Uitgeverij in 1987.

## Locaties
- Huis van Dolly, Beieren, bos, kasteel

## Personages
- Jerom, Dolly, Astrotol, Boskop, Femke, kinderen, Wizzy (draak), raadsheer, koning Lowieke, tante Drakona (draak), heer Bangebroeck (koning Drop), Rocky[1]

## Het verhaal
Jerom gaat met de poppenkast spelen op het verjaardagsfeestje van Boskop en Femke. Astrotol heeft niet door dat het om een spel gaat en tovert de draak weg naar de sprookjeskastelen van Beieren. Jerom gaat op weg naar Beieren om het draakje te vinden en Dolly, Astrotol, Femke en Boskop gaan stiekem met hem mee. Door op elkaar te klimmen, komen ze bij de draak die zich boven in een boom heeft verstopt. De vrienden komen erachter dat er nog andere draken wonen in het gebied, maar Wizzy is schuchter en zijn familie schaamt zich voor hem. Op een kasteel woont heer Bangebroeck en hij komt nooit buiten zijn kasteel, omdat hij bang is. De heer Bangebroeck blijkt een vriend van Wizzy te zijn, toevallig heeft Astrotol het poppenkastdraakje teruggestuurd naar het gebied waar hij vandaan komt.
Een raadsheer van koning Lowieke heeft de vrienden gezien en denkt dat ze voor de vijandelijke koning Drop werken. Koning Drop blijkt de heer Bangebroeck te zijn en beide koningen strijden om de landerijen van elkaar. Jerom zegt dan dat koningen juist wedstrijden organiseren voor dit doel en de volgende dag zal dit plaatsvinden. Jerom bouwt een stadion en wordt uitgedaagd door Rocky en zijn monsterpaard. Er zijn verschillende krachtmetingen die allen gewonnen worden door Jerom. Maar dan speelt Rocky vals en Jerom moet vluchten. Femke en Boskop geven een toverdrank aan het draakje, waarna hij Jerom te hulp schiet. Het lukt hen samen om Rocky en het monsterpaard te overwinnen, waarna de raadsheer van koning Lowieke vlucht. Koning Drop drinkt ook van de toverdrank en hij gaat samen met Wizzy terug naar het kasteel. Ze zijn beide niet meer bang en willen het kasteel van koning Lowieke in hun macht krijgen door hoge belastingen te heffen. Daarna willen ze wapens kopen om de hele wereld in hun macht te krijgen.
Nu de macht naar hun hoofd is gestegen, besluiten de vrienden tegen koning Drop en het draakje in te gaan. Ze laten zich met opzet opsluiten in het kasteel en zorgen er samen met Rocky voor dat de koning en het draakje ruzie met elkaar krijgen. Ze willen hun macht echter niet opgeven, want ze zijn de sterkste twee van het land door de toverdrank. Astrotol besluit dan alle inwoners van het land een fles toverdrank te geven. Hierdoor neemt de macht van de koning en zijn draak af en gedragen ze zich weer normaler. De vrienden gaan dan naar huis. Ze vertellen niemand dat er nooit een toverdrank is geweest, het ging gewoon om water. Doordat koning Drop en het draakje meer zelfvertrouwen kregen, waren ze niet meer bang. Thuisgekomen willen de kinderen weer met de poppenkast spelen. Nu er geen draakje meer is, hebben ze echter geen slechterik meer. Astrotol heeft de raadsheer echter omgetoverd tot een pop en wordt nu als slechterik gebruikt.